# Heteroflexibilidad

Bandera heteroflexible.

La heteroflexibilidad es una forma de orientación sexual o comportamiento sexual situacional que se caracteriza por una actividad fundamentalmente heterosexual con una cierta orientación homoerotica limitada que se considera distinta de la bisexualidad. Se ha descrito como «predominantemente heterosexual» según la escala de Kinsey.  A veces también llamada bicuriosidad, describe un amplio proceso continuo de la orientación sexual entre la heterosexualidad y la bisexualidad. La situación correspondiente en la que predomina la actividad homosexual con solo algunos encuentros heterosexuales también ha sido descrita, denominándose homoflexibilidad.
La heteroflexibilidad puede distinguirse como el «deseo de probar... con el homoerotismo y la excitación sexual solamente, y no más que» y se refiere a la etiqueta bi-curioso. Pudiendo ser un estilo de vida. El profesor Ritch Savin-Williams afirma que su investigación actual revela que el grupo de más rápido crecimiento a lo largo de la sexualidad son los varones que se identifican como «predominantemente heterosexuales» en comparación con etiquetas como «machos», «gais» o «bisexuales».
La heteroflexibilidad típicamente tiene una connotación bisexual positiva y es a menudo una etiqueta autoaplicada, aunque el uso del término como un «insulto-cultura pop» ha sido probado.
Los científicos sociales Hoy y London intentaron explicar el hecho de que algunos hombres que tienen sexo con hombres se identifican como heterosexuales. Estos pueden sentir que el sexo ocasional con hombres es el resultado de la falta de disponibilidad femenina o que su atracción por el mismo sexo es lo suficientemente poco frecuente como para no afectar su identidad. Pueden afirmar que, si bien se sienten atraídos romántica, física y emocionalmente por las mujeres, su atracción por los hombres es puramente sexual y carece de componente emocional. Una estrategia de manejo heteroflexible para aquellos hombres es interpretar que sus prácticas sexuales con mujeres son más importantes que sus encuentros sexuales con hombres. También pueden verse a sí mismos como masculinos, al tiempo que asocian una identidad atraída por el mismo sexo con la feminidad. Algunas de las personas de ambos sexos que experimentan encuentros con personas del mismo sexo mientras se identifican como heterosexuales, lo hacen para evitar las consecuencias sociales negativas que conlleva identificarse como bisexuales.